# Chytonix subalbonotata
Chytonix subalbonotata là một loài bướm đêm trong họ Noctuidae.